# Поріг (Бокситогорський район)
Поріг (рос. Порог) — присілок Бокситогорського району Ленінградської області Росії. Входить до складу Великодвірського сільського поселення.
Населення — 0 осіб (2012 рік). 